# Zero Time Dilemma
Zero Time Dilemma est un jeu vidéo d'aventure de type visual novel développé par Chime et édité par Spike Chunsoft, sorti en 2016 sur Windows, PlayStation 4, Nintendo 3DS et PlayStation Vita.

## Accueil
- Destructoid : 9,5/10[1]
- Electronic Gaming Monthly : 9/10[2]
- Famitsu : 32/40[3],[4]
- Game Informer : 8,75/10[5]
- GamesRadar+ : 4/5[6]
- IGN : 9,2/10[7]
- Polygon : 8/10[8]